# Усть-Міаська сільська рада
Усть-Міа́ська сільська рада (рос. Усть-Миасский сельский совет) — сільське поселення у складі Каргапольського району Курганської області Росії.
Адміністративний центр — село Усть-Міаське.
Населення сільського поселення становить 542 особи (2017; 551 у 2010, 650 у 2002).

## Склад
До складу сільського поселення входять:
| Населений пункт       | Населення, осіб (2002) | Населення, осіб (2010) |
| --------------------- | ---------------------- | ---------------------- |
| Воденникова, присілок | 13                     | 7                      |
| Липнягова, присілок   | 63                     | 38                     |
| Усть-Міаське, село    | 574                    | 506                    |